# Antikyra
Antikyra o Anticira (in greco Αντίκυρα?, Antìkyra) è una ex comunità della Grecia nella periferia della Grecia Centrale (unità periferica della Beozia) con 2 984 abitanti secondo i dati del censimento 2001.
È stata soppressa a seguito della riforma amministrativa, detta piano Callicrate, in vigore dal gennaio 2011 ed è ora compresa nel comune di Distomo-Arachova-Antikyra.